# Naturhistorischer Verein der Rheinlande und Westfalens
Der Naturhistorische Verein der Rheinlande und Westfalens ist eine der ältesten naturwissenschaftlichen Vereinigungen Deutschlands mit Sitz in Bonn. Das traditionelle Vereinsgebiet erstreckt sich über ganz Nordrhein-Westfalen und Teile von Rheinland-Pfalz mit dem Saarland.

## Geschichte
Im Jahr 1834 wurde in Koblenz auf Initiative von Philipp Wilhelm Wirtgen und Theodor Friedrich Ludwig Nees von Esenbeck zunächst ein Botanischer Verein am Mittel- und Niederrhein gegründet. Zu den Mitbegründern und ersten Mitglieder, die im August 1834 aufgenommen werden konnten, zählen weiterhin Karl Wilhelm Arnoldi, Johann Carl Fuhlrott, Michael Bach und Louis Clamor Marquart.
Auf Vorschlag des Apothekers und Botanikers Louis Clamor Marquart wurde dieser Verein 1843 de facto aufgelöst und ein auf das Gebiet der preußischen Rheinlande erweiterter Verein neu aufgestellt. Marquart erarbeitete mit dem Kölner Apotheker und Botaniker Johann Friedrich Sehlmeyer und dem Elberfelder Gymnasiallehrer Johann Carl Fuhlrott die Statuten eines solchen Vereins und Pfingsten 1843 konnte in Aachen die Gründungsversammlung des „Naturhistorischen Vereins der preussischen Rheinlande“ abgehalten werden; zu diesen Gründungsmitgliedern zählte unter anderem der Bergrat Joseph Burkart. 
Das Vereinsgebiet, das zunächst die alte preußische Rheinprovinz umfasste, wurde 1849 nach Westfalen ausgedehnt und der Verein in „Naturhistorischer Verein der preussischen Rheinlande und Westphalens“ umbenannt.

## Allgemeines
Das Herbarium in Bonn mit einer Sammlung von 200.000 Exponaten ging am 1. Dezember 1936 in den Besitz des Botanischen Museums in Berlin-Dahlem über. Es befindet sich heute im Museum für Naturkunde der Humboldt-Universität in Berlin. Das Rheinische Herbar ist in der Sammlung des Museums Koenig integriert und wird auf dem neuen Campus Bonn-Poppelsdorf der Öffentlichkeit zugänglich gemacht. Mit ca. 70 000 Belegen höherer Pflanzen aus der Zeit zwischen 1805 und 1935 ist es die bedeutendste Sammlung von Farn- und Blütenpflanzen in der Region der ehemaligen preußischen Rheinprovinz.
Die Bibliothek des Vereins mit einem Bestand von 78.300 Bänden spezieller und seltener internationaler naturhistorischer Fachzeitschriften befindet sich seit 1983 in der Zentralbibliothek der Landbauwissenschaft in Bonn.
Der Verein publizierte ab 1844 die Verhandlungen des naturhistorischen Vereines der preussischen Rheinlande, ab 1849 die Verhandlungen des naturhistorischen Vereines der preussischen Rheinlande und Westphalens bzw. ab 1935 die Decheniana – Verhandlungen des Naturhistorischen Vereins der Rheinlande und Westfalens e. V.
Johann Carl Fuhlrott veröffentlichte darin 1859 seinen berühmten Bericht über die Funde im Neandertal.
Heute gibt der Verein regelmäßig die Zeitschrift Decheniana und die unregelmäßig erscheinenden Beihefte zur Decheniana heraus. Seine Bibliothek umfasst 800 verschiedene naturwissenschaftliche Zeitschriften und Schriftenreihen.

## Schriften des Botanischen Vereins am Mittel- und Niederrhein
- Erster Jahresbericht des botanischen Vereines am Mittel- und Niederrheine. Henry & Cohen, Bonn 1837 Digitalisat
- Zweiter Jahresbericht des botanischen Vereines am Mittel- und Niederrheine. Henry & Cohen, Bonn 1839 Digitalisat
- Dritter Jahresbericht des botanischen Vereines am Mittel- und Niederrheine. Dubois & Werle, Coblenz 1840 Digitalisat

## Schriften des naturhistorischen Vereines der preussischen Rheinlande
- Verhandlungen des naturhistorischen Vereines der preussischen Rheinlande. Erster Jahrgang, Henry & Cohen, Bonn 1844 Digitalisat
- Verhandlungen des naturhistorischen Vereines der preussischen Rheinlande. Zweiter Jahrgang, Henry & Cohen, Bonn 1845 Digitalisat
- Verhandlungen des naturhistorischen Vereines der preussischen Rheinlande. Dritter Jahrgang, Henry & Cohen, Bonn 1846 Digitalisat
- Verhandlungen des naturhistorischen Vereines der preussischen Rheinlande. Vierter Jahrgang, Henry & Cohen, Bonn 1847 Digitalisat
- Verhandlungen des naturhistorischen Vereines der preussischen Rheinlande. Fünfter Jahrgang, Henry & Cohen, Bonn 1848 Digitalisat

## Schriften des naturhistorischen Vereines der preussischen Rheinlande und Westphalens
- Verhandlungen des naturhistorischen Vereines der preussischen Rheinlande und Westphalens. Sechster Jahrgang, Henry & Cohen, Bonn 1849 Digitalisat
- Verhandlungen des naturhistorischen Vereines der preussischen Rheinlande und Westphalens. Siebenter Jahrgang, Henry & Cohen, Bonn 1850 Digitalisat